# غرينفيل كلارك
غرينفيل كلارك (بالإنجليزية: Grenville Clark)‏ هو محامي أمريكي، ولد في 5 نوفمبر 1882 في نيويورك في الولايات المتحدة، وتوفي في 13 يناير 1967 في دوبلين في الولايات المتحدة.

## وصلات خارجية
- غرينفيل كلارك على موقع إن إن دي بي (الإنجليزية)